# Eudesmia lunaris
Eudesmia lunaris là một loài bướm đêm thuộc phân họ Arctiinae, họ Erebidae.